# 457818 Ramirezmoreta
457818 Ramirezmoreta este o planetă minoră (asteroid) din centura de asteroizi. A fost descoperită pe 10 septembrie 2009 la Observatorio del Teide⁠(d) de . 
Obiectul prezintă o orbită caracterizată de o semiaxă mare de 2,6905670909804 UAi, o excentricitate de 0,19651815029501, o înclinație de 16,231596439783 ° în raport cu ecliptica.